# Pacte de l'auto
 (mars 2025).

Assemblage de mini-fourgonnette à l'Usine FCA Windsor en 1988

Le Pacte de l'auto (en anglais, Automotive Products Trade Agreement : APTA) fut un important traité commercial conclu par les États-Unis et le Canada. Il fut ratifié par le premier ministre du Canada Lester B. Pearson et le président des États-Unis Lyndon B. Johnson en janvier 1965. À la suite de l'opposition de l'OMC, il a été aboli en 2001.
Ce traité élimina les tarifs douaniers, appliqués par les deux pays, sur les automobiles, les camions, les autobus, les pneus et les pièces automobiles, ce qui avantagea nettement les grands fabricants automobiles américains : General Motors, Ford et Chrysler. En échange, ces fabricants acceptèrent de ne jamais diminuer leur production canadienne sous le seuil de 1964 et de conserver le même ratio de production-ventes au Canada (c'est-à-dire de fabriquer 3 voitures au Canada pour 5 automobiles vendues).
Avant la signature de ce traité, la production automobile en Amérique du Nord était fortement fragmentée. À cause des tarifs, seulement 3 % des véhicules vendus au Canada étaient fabriqués aux États-Unis, mais la plupart des pièces provenaient des États-Unis. Dans ce secteur industriel, le Canada avait un important déficit commercial avec les États-Unis.
La mise en vigueur du traité a profondément modifié le tissu industriel canadien. Le Canada s'est ainsi mis à produire nettement moins de véhicules différents. À la place, de grandes usines spécialisées dans la production d'un seul type de véhicule, destiné au marché nord-américain, firent leur apparition. En 1964, 7 % des véhicules fabriqués au Canada étaient vendus aux États-Unis alors qu'à partir de 1968, c'était 60 %. À la même date, 40 % des automobiles achetées au Canada étaient fabriquées aux États-Unis. La production d'automobiles et de pièces automobiles dépassa, en valeur marchande, la production de l'industrie papetière au point de devenir la plus importante industrie du Canada. Le déficit commercial se résorba et devint un surplus commercial annuel valant des milliards de dollars canadiens.
Le traité a bénéficié aux travailleurs canadiens, qui avaient un milieu de travail dont le salaire moyen est nettement supérieur à la moyenne nationale. Il a par contre amené des inconvénients majeurs. Il a créé une situation de dépendance envers l'industrie automobile américaine, ce qui a défavorisé la création d'une industrie nationale. Par ailleurs, les usines sont surtout des unités de fabrication, l'administration et la recherche et développement sont demeurées concentrées aux États-Unis. Le traité a aussi interdit au Canada d'établir des relations semblables avec d'autres fabricants automobiles. Le Canada devait aussi adhérer aux normes de NHTSA, agence américaine régissant la sécurité et l'émission de polluants automobiles. Il ne pouvait donc s'aligner sur les ECE Vehicle Regulations, normes internationales établies par l'CEE-ONU, ce qui empêcha la production canadienne de trouver des débouchées en dehors de l'Amérique du Nord. Finalement, la croissance du secteur automobile canadien s'est surtout accomplie dans le sud de l'Ontario, empêchant ainsi les autres régions du Canada de profiter des retombées économiques de ce secteur.
Le traité a souvent fait l'objet d'importantes critiques de la part de plusieurs pays,. Il a été aboli en 2001 après que l'OMC l'ait déclaré illégal. À ce moment, l'ALÉNA l'avait déjà largement remplacé.